# Schizocosa krynickii
Schizocosa krynickii är en spindelart som först beskrevs av Tord Tamerlan Teodor Thorell 1875.  Schizocosa krynickii ingår i släktet Schizocosa och familjen vargspindlar.
Artens utbredningsområde är Ukraina. Inga underarter finns listade i Catalogue of Life.